# 尹一仁
尹一仁（？年—？年），字任之，江西吉安府安福县人，民籍。明朝官员。

## 生平
嘉靖七年（1528年）戊子科江西鄉試舉人，官工部虞衡司主事，歴都水司郎中，二十七年出守襄阳府，次年调任归德府，多惠政。嘉靖三十二年八月因师尚诏反，攻入归德府，劫库狱，杀检校董伦，焚掠城内外居民，知府尹一仁因防御无策，革职罢归。家居時立保甲，置义仓，淳习俗，去世之前数日，遗书其友刘阳曰：某不敢不死于君子之手。刘阳前往看视，相对數日而卒。